# جنيبة

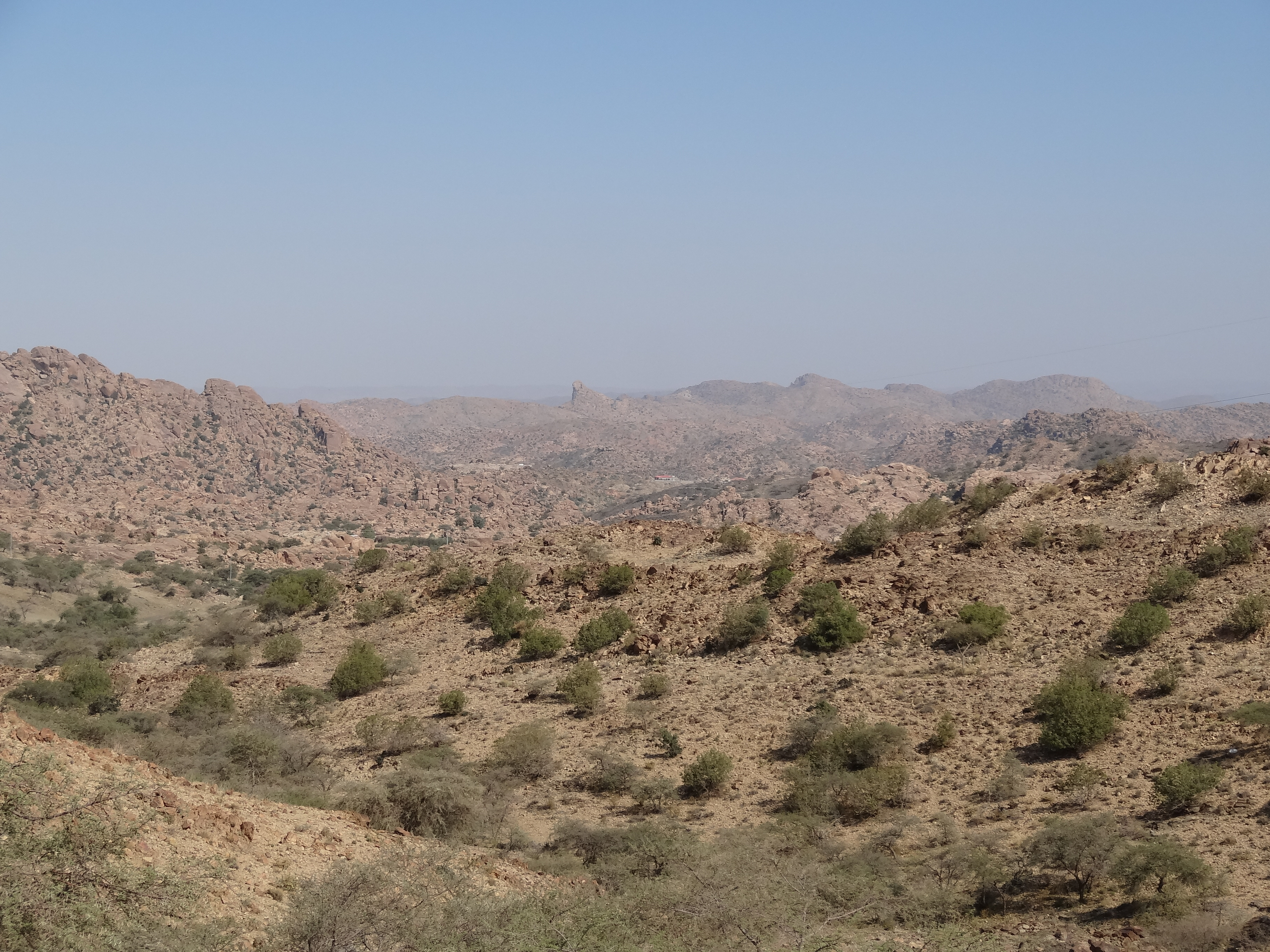
جنيبات بجانب طريق جبل كرا المؤدي إلى الطائف

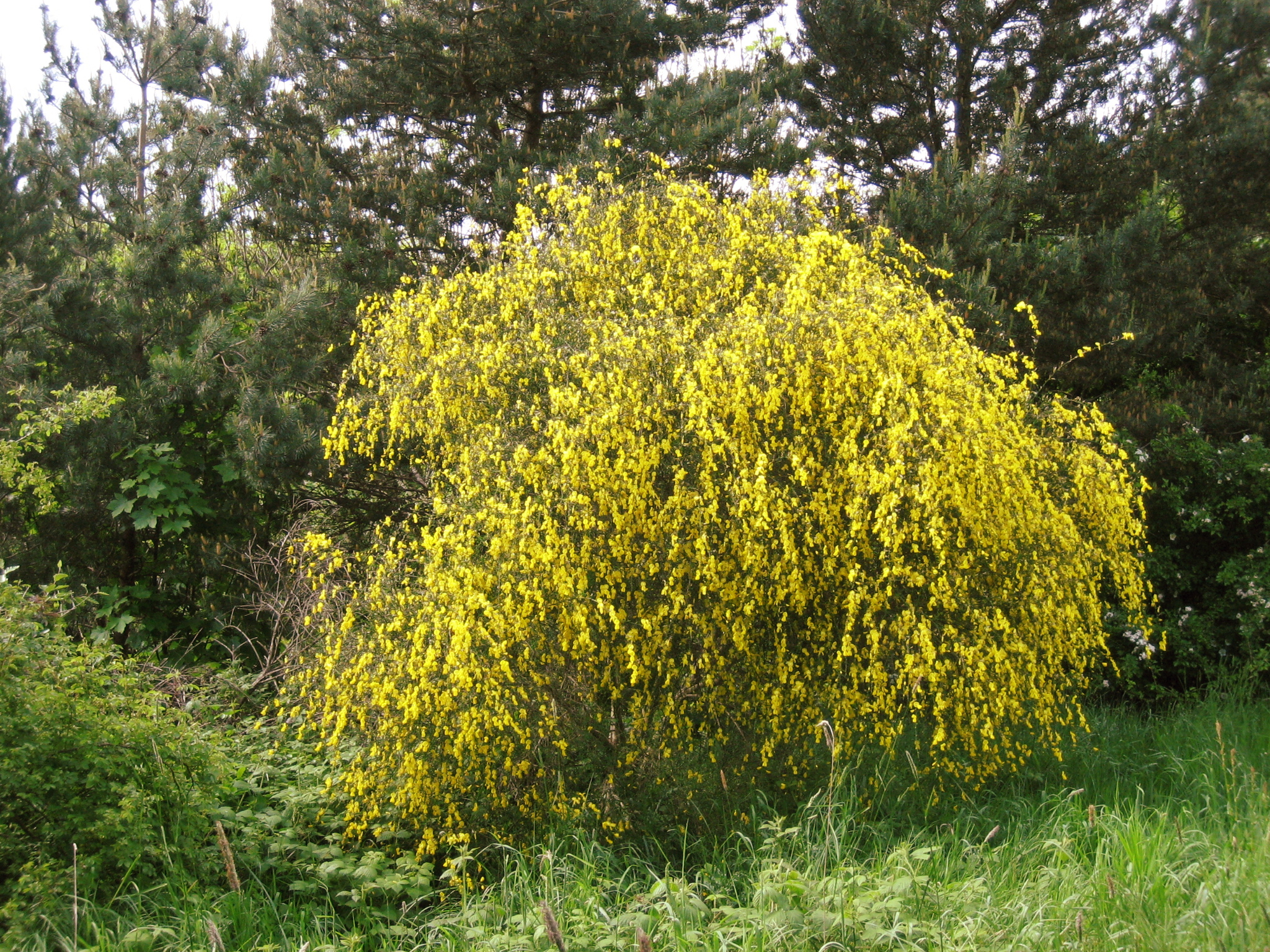
جنيبة مزهرة

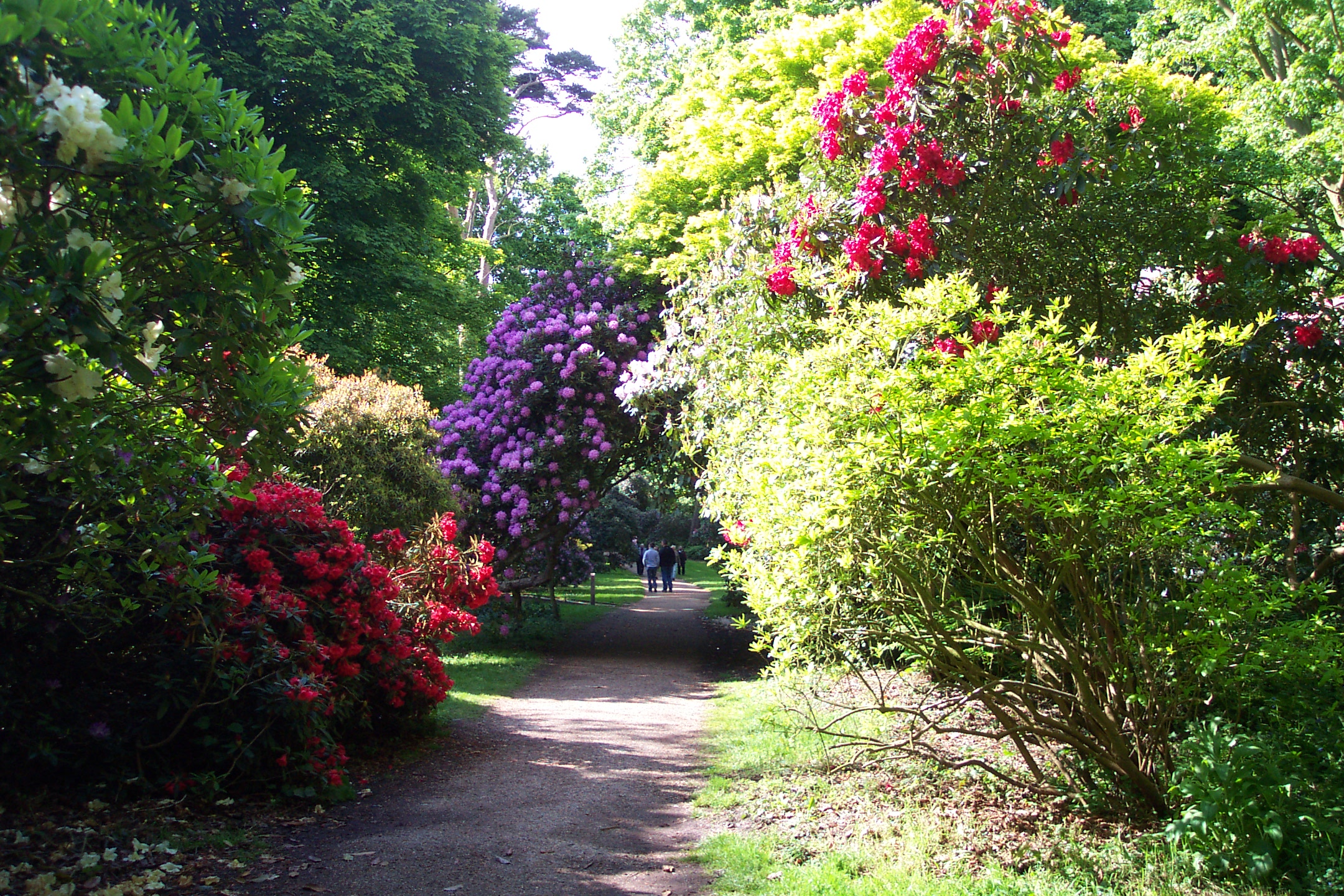
جنيبة وردية في حديقة شيرينغهام

تُصنّف الجُنَيْبَة من وجهة نظر علم البستنة من النباتات الخشبية. ويُميّز بينها وبين الشجر من حيث سيقانها ذات الطبقات المتعددة وارتفاعها الذي لا يتجاوز 5-6 أمتار (5-12 قدم). سمَّاها ابن البيطار ثُمْنُش، وهي من أصل يوناني.
ويمكن لعدد لا بأس به من النباتات أن يصنف كشجر أو جنيبات اعتماداً على ظروف النمو المحيطة مثل جنيبات الخزامى والعناقية والزعتر. وتصنّف الجنيبات في الحدائق عادة من نوع مغطاة البذور، وعدد قليل جداً منها من المخروطيات. وتتنوع الجنيبات ما بين النفضية والمستديمة الخضرة.

## الشكل العلمي النباتي للجنيبات
في علم النبات وعلم البيئة، يستخدم التعبير «جنيبة» تحديداً لوصف أنواع معينة من الشجيرات كالظلة أو أي شكل من أشكال الحياة النباتية من النباتات الخشبية التي يقل ارتفاعها عن 8 أمتار، وتتكون عادة من فروع عديدة تنشأ من القاعدة أو بالقرب منها
على سبيل المثال، يرتكز النظام الوصفي المطبّق على نطاق واسع في أستراليا على الخصائص الهيكلية للنبات بالإضافة إلى ارتفاع وكمية الغطاء الأوراق في أطول طبقة أو النوع.
بالنسبة للجنيبات التي يتراوح ارتفاعها بين مترين و8 أمتار، يمكن تصنيف الأشكال التالية:
- كثافة الغطاء الورقي (70–100%) — مغلق -العيص
- كثافة الغطاء الورقي متوسطة (30–70%) — مفتوح -العيص
- غطاء الأوراق المتناثرة (10–30%) — طويل العيص
- غطاء أوراق الشجر ضئيل جداً (<10%) — طويل مفتوح العيص

بالنسبة للجنيبات التي يقل ارتفاعها عن مترين، يمكن تصنيفها حسب الأشكال التالية:
- كثافة الغطاء الورقي (70–100%) — مغلق-الخلنج
- كثافة الغطاء الورقي متوسطة (30–70%) — مفتوح-الخلنج
- غطاء الأوراق المتناثرة (10–30%) — منخفض العيص
- غطاء أوراق الشجر ضئيل جداً (<10%) — منخفض طويل العيص

## قائمة الجنيبات
الأسماء المشار لها بـ * هي جنيبات يمكن أن تتطور بصورة أشجار
| - ابيلية ‏ (ابيلية ‏) - مشعة - صبر (نبات) (صبر (نبات)) - أراليا (شجرة أنجليكا، Hercules' Club) * - عنبيات الدب (عنقود عنب ‏، Manzanita) * - أرونيا (أرونيا) - شيح (دغل عشبي) - أوكوبة (أوكوبة) - برباريس (برباريس) - جهنمية (جهنمية) - كولونيا (نبات) (كولونيا (نبات)) - قسور (Butterfly bush) - شمشاد (Box) * - جلدية الورق (جلدية الورق) - جميلة الثمر (جميلة الثمر) * - جميلة الأسدية (Bottlebrush) * - سميسم - كأسية الزهر (كأسية الزهر) - كاميليا (زهرة) (كاميليا (زهرة)، شاي) * - القرغانة (Pea-tree) * - Carpenteria (Carpenteria) - جوز مجنح (Blue Spiraea) - Cassiope (Moss-heather) - جذر أحمر ‏ (جذر أحمر ‏) * - شجرة الحراب (شجرة الحراب) * - Ceratostigma (Hardy Plumbago) - Cercocarpus (Mountain-mahogany) * - شنمول (شنمول) - Chamaebatiaria (Fernbush) - Chamaedaphne (Leatherleaf) - Chimonanthus (Wintersweet) - زرنبوك (زرنبوك) * - Choisya (Mexican-orange Blossom) * - قريضة - راهبية - لثاة* - ماجدة (Glory Pea) - مياكة - قنصور - Comptonia (Sweetfern) - قرانيا (قرانيا) * - كوريلوبس ‏ (Winter-hazel) * - دخانية (شجرة الدخان الأرجواني ‏) * - قطنية * - Cowania (Cliffrose) - زعرور (زعرور) * - Crinodendron (Crinodendron) * - لزان and allied genera (جنستاوات) * - دبيسة (خلنج) - رعند عنقودي (Alexandrian Laurel) - دفنة - Decaisnea (Decaisnea) - Dasiphora (Shrubby Cinquefoil) - Dendromecon (Tree poppy) - Desfontainea (Desfontainea) - أشخر - درويلة (Bush Honeysuckle) - لينيا (لينيا) - دركة (Leatherwood) - أيدع* - دريمس (دريمس مجلان) * - درياس - Edgeworthia (Paper Bush) * - خلاف * - Embothrium (Chilean Firebush) * - حجرية (حجرية سوداء الثمر) - زهرة الحبلى (Pagoda Bush) - علندي - Epigaea (Trailing Arbutus) - خلنج (براح) - بشملة (بشملة) * - إسكلونية (إسكلونية) - Eucryphia (Eucryphia) * - مضاض (مضاض) * - حباجة (حباجة) | - فبيانه (فبيانه) - Fallugia (Apache plume) - Fatsia (Fatsia) - هيفل (جنس) - Fothergilla (Fothergilla) - فرانكلينيا (فرانكلينيا) * - شجيرة الفانيلا ‏ (شجيرة الفانيلا ‏) - فوشية (فوشية) * - شرابة الحرير (شرابة الحرير) * - غلطيرية - Gaylussacia (قِمَام عُثْكُوليّ ‏) - جينيستا (جنستاوات) * - Gordonia (Loblolly-bay) * - غريفيلية (غريفيلية) - Griselinia (Griselinia) * - فرضاخ * - هاليزية * - شقواص (لاذنية) - مشتركة * - Hebe (Hebe) - عشقة (عشقة) - رقروق (قريضية) - خطمي (خطمي) * - غاسول (غاسول) * - Hoheria (Lacebark) * - Holodiscus (Creambush) - Hudsonia (Hudsonia) - كوبية - عرن (Rose of Sharon ‏) - زوفا (نبات) (زوفا طبية) - Haithisus(Zacassholissus)* - بهشية (بهشية) * - ليسوم (ليسوم حقيقي) * - نيلة (نيلة) - Itea (Sweetspire) - جميسية (جميسية) - ياسمين (ياسمين) - عرعر* - كلمية (كلمية عريضة الأوراق) - قشب اليابان (Kerria) - Kolkwitzia (Beauty-bush) - زهرة قهوة كاذب ‏ (زهرة قهوة كاذب ‏) * - لاباجيريا - لانتانا - خزامى - لافترية - صوفية - Leitneria (Corkwood) * - ليسبيديزا * - شرهى (Manuka) * - لقوطة - لايسترية - تمرحنة* - بنجوان* - لينيا - عسلة - ترمس - حضض - مغنولية - ماهونية - نلكة (ملبيغة غائرة القمة) - بذر القمر (Moonseed) - Menziesia (Menziesia) - مشملة (Medlar) * - Microcachrys (Microcachrys) - شجرة الشمع* - Myricaria (Myricaria) - آس والمتحالفة معها جنسياً (آس) * - Neillia (Neillia) - دفلى - Olearia (Daisy Bush) * - عبقة | - Pachysendra (Pachysandra) - عود الصليب (عود الصليب) - Perovskia (Russian Sage) - سرنجة (Mock-orange) * - أذينة (نبات) (أذينة جنبية) - فوتينيا (فوتينيا) * - منفوخة الثمار (منفوخة الثمار) * - Pieris (Pieris) - بطم (فستق، Mastic) * - حبض (حبض) * - رصاصية (Leadwort) - مغزرة - Poncirus * - برقوق* - Purshia (Antelope Bush) - شوك النار - كاسية * - سنديان (سنديان) * - قلاجة (قلاجة صابونية) - كوينتينية (Tawheowheo) * - نبق * - شجرة الورد (أزالية) * - سماق * - رايبز (رايبز) - Romneya (Tree poppy) - وردة (وردة) - إكليل الجبل - عليق (برامبل ‏) - سذاب - سابيا * - صفصاف* - قصعين - خمان * - صنطولينة (Lavender Cotton) - شجرة الصابون (Soapberry) * - شيخة - جوجوبا - شبام (جنس) - فشاغ (فشاغ) - صفيراء (كواهي ‏) * - تود (تود) - وزال (Spanish Broom) - ملتفة الثمار (ملتفة الثمار) * - عنهة (Bladdernut) * - Stephanandra (Stephanandra) - إصطرك * - حب الثلج (السنفورينة) - ليلك* - أثل * - طقسوس (الطقسوس) * - واراتا (واراتا) * - عفص * - مثنان - الزعتر (الزعتر) - Trochodendron * - جولق (جولق) - Ungnadia (Mexican Buckeye) - عنبية (نبات) (عنب الأحراج، توت أزرق، عنبية حادة الخباء) - رعي الحمام (جنس نبات) (رعي الحمام (جنس نبات)) - رباطية (رباطية) * - عناقية (عناقية) - دبق - Weigela (Weigela) - صفراء القرون - صفراء العروق (Yellowroot) - Xylosma - يوكا (يوكا، يوكا قصيرة الأوراق) * - فاغرة * - Zauschneria - زنوبيا - سدر جبلي * |